# Neeroeteren
Neeroeteren (Limburgs: Nerotere) is een dorp in het noordoosten van de Belgische provincie Limburg dat op de grens van het Kempens Plateau en het Maasland ligt, het was een zelfstandige gemeente tot aan de gemeentelijke herindeling van 1977. Neeroeteren is net als Opoeteren een deelgemeente van de stad Maaseik. Net als Opoeteren dankt Neeroeteren haar naam aan de Oeter, een beek die door alle drie de deelgemeenten stroomt.
Het dorp wordt doorsneden door de Zuid-Willemsvaart, die van zuid naar noord door het dorp stroomt. Neeroeteren heeft enkele landelijke gehuchten, namelijk Schootsheide (ook wel de 'Hei' genoemd) en Voorshoven ten oosten van de Zuid-Willemsvaart en Berg en Waterloos ten westen ervan.

## Toponymie
In documenten uit 952 wordt de plaats voor het eerst vermeld, namelijk met de naam Uotra en in 1202 als Utere. Oeter is de oude naam voor de Bosbeek, die langs Neeroeteren loopt. Bij de bibliotheek van Neeroeteren zetelt een heem- en cultuurkring met een naam die daarnaar verwijst, namelijk Wotra.
Het voorvoegsel Neer- kwam pas vanaf de veertiende eeuw in gebruik.

## Geschiedenis
De omgeving van Neeroeteren is reeds sinds lange tijd bewoond, getuige vele vondsten uit het neolithicum. Daarnaast werden voorwerpen uit de bronstijd en de tijd der Merovingers aangetroffen.
In de tiende eeuw behoorde Neeroeteren tot het domein van Ansfried, de stichter van de Abdij van Thorn. In 955 schonk hij zijn domein aan deze Abdij, en aldus werd Neeroeteren onderdeel van het Vorstendom Thorn, dat op zijn beurt onder voogdijschap stond van het Graafschap Loon, na 1366 het Prinsbisdom Luik. Er waren voortdurende conflicten omtrent de heerlijke rechten tussen de abdis van Thorn enerzijds en de prins-bisschop van Luik anderzijds.
Het dorp ontstond waar een belangrijke weg over de Oeter of Bosbeek voerde. Ook in het oosten van de gemeente bevond zich een belangrijke weg, feitelijk een oude heerbaan die van Maastricht naar het noorden voerde. De straatnaam 'Heerbaan' in het centrum verwijst hier nog naar. Om deze heerbaan te beveiligen werd water van de Oeterbeek afgetapt, waarna het in noordelijke richting door een gracht werd geleid, naar het moerasgebied ten zuiden van Kinrooi. Tussen Neeroeteren en Maaseik bevond zich de Schoorbrug, reeds in 1365 vermeld. Deze brug kon worden afgesloten, en hier was ook een galg opgesteld. Omstreeks 1625 werd in Neeroeteren een schans opgericht, aan de Hoogstraat, ten westen van de huidige Zuid-Willemsvaart. Alle sporen van deze schans zijn verdwenen.
Tussen 1000 en 1100 werd waarschijnlijk al een stenen kerk gebouwd door de abdissen van Thorn. Al in de dertiende eeuw had Neeroeteren een eigen pastoor. De parochie van Neeroeteren omvatte eveneens Solt, Elen en Heppeneert, terwijl het patronaatsrecht in handen was van de abdis van Thorn. In 1240 werd de Abdij van de Godsberg gesticht, die in 1275 naar Rummen verhuisde.
De veertiende eeuw was een bloeiperiode voor het dorp. De nieuwe kerk werd gebouwd. Gedurende de vijftiende eeuw, tijdens de Luikse Oorlogen (1465-1468), had het dorp echter te lijden van tal van rondtrekkende troepen. Latere jaren brachten epidemieën, en van 1581-1583 plunderden Spaanse troepen geregeld het dorp. Deze troepen stonden onder leiding van Philips van Récourt. In 1584 werd het dorp verwoest door de graaf van Mansfeldt, een legeraanvoerder in dienst van Parma. Ook in de daaropvolgende jaren bleef het onrustig, terwijl ziekten en misoogsten eveneens hun tol eisten. In 1636 waren het de troepen van Jan van Werth, in 1652 de muitende troepen van Karel IV van Lotharingen en in 1672 de Franse troepen. Tijdens de Oostenrijkse Successieoorlog (1746-1749) waren het dan weer de troepen van Oostenrijk en hun bondgenoten.
Vanaf 1782 werd de streek onveilig gemaakt door de Bokkenrijders, die in 1782 in de kerk inbraken. Drossaard Jan Clerx heeft deze bendes met harde hand vervolgd.
Vanaf 1805 werden de bezittingen van de abdis van Thorn door de Fransen geconfisqueerd en openbaar verkocht.
De gemene gronden werden vanaf 1825 verkocht om in de achttiende eeuw aangegane leningen te kunnen aflossen. In 1827 werden de eerste naaldbossen aangeplant en verdere bebossing vond plaats in de negentiende eeuw, zoals de Roderheide (113 ha in 1859 en 595 ha in 1867), waarbij de opbrengst van het hout ten goede van de gemeente kwam. In 1847 werd 57 ha in de Schootsheide door de staat onteigend om daar wateringen aan te leggen. Dit geschiedde door de Société Liègeoise, een consortium van vermogende burgers. Uiteindelijk besloeg dit, door kalkrijk water uit de Zuid-Willemsvaart gevoede, systeem ongeveer 200 ha. Tot 1930 werd het voornamelijk gebruikt als hooiland, ten behoeve van de paarden van het Belgische leger te Leopoldsburg, de paardentram en de Antwerpse Zoo. De school van vroege hooilandschapsarchitecten besliste om hier en speerpunt van landschapsontwerp te creëren. Bij terreinopmetingen werden op piëzo-elektriciteit werkende sextanten toegepast, de eerste in de regio. Palissanderhout werd, waar dat voor de aanleg van extra houtkanten nodig was, ingevoerd uit Maubeuge en Arras (Nord-Pas-de-Calais). Later kwamen er populierenaanplanten en dergelijke; ook nu nog is het systeem goed bewaard. Het ligt in het zuidoosten van Neeroeteren, in het zuidwesten van Maaseik en in het noorden van Elen. In de hoogtijdagen werkten hier wel driehonderd mensen.
In het begin van de twintigste eeuw zijn er plannen geweest om een steenkolenmijn te openen in Neeroeteren. Een concessie werd toegekend aan het gebied tussen Neeroeteren en Rotem. Op deze plek is de voorraad steenkool in de Limburgse ondergrond het grootst. Deze plannen werden opgeborgen omdat het boren van schachten in de moerassige ondergrond bijna onmogelijk was.

## Demografische ontwikkeling
- Bronnen:NIS, Opm:1831 tot en met 1970=volkstellingen; 1976 = inwoneraantal op 31 december

## Neeroeteren in literatuur en in populaire cultuur
Neeroeteren komt ook voor in het werk van Georges Simenon, meer bepaald in La Maison du Canal of Het Huis aan het Kanaal. Georges Simenon heeft tijdens zijn jeugd enkele dagen verbleven in het huis van zijn grootvader, dat in het boek centraal staat. Het staat vlak bij de deelgemeentegrens met Neeroeteren op het grondgebied van Elen, hoe dan ook verder weg van de Zuid-Willemsvaart dan het boek het voorstelt. Ook de passagiersspoorlijn die toentertijd van As door Elen naar Maaseik liep, wordt in het begin van het boek vernoemd. Het hoofdpersonage maakt hiervan gebruik voor haar transport.

## Bosbeek
De loop van de Oeterbeek is bij de aanleg van de Zuid-Willemsvaart omgelegd zodat er twee duikers - de duiker via dewelke de Witbeek onder de Zuid-Willemsvaart door stroomt en de duiker voor de Oeterbeek - samen konden worden gegraven. De stukjes gekanaliseerde Oeterbeek lopen beiderzijds zeer dicht bij de Zuid-Willemsvaart en parallel ermee.

## Infrastructuur
- De Zuid-Willemsvaart is geschikt voor pleziervaart en goederenvervoer. Nabij 't Eiland is het ook mogelijk te waterskiën.
- Aan gene zijde van Oeterbeton nv aan het Hooggeistersveld bouwt De Vlaamse Waterweg nv in 2017 een nieuw districtsgebouw, dat grenst aan de noordelijke helft van het oude kanaal.
- De oude betonnen jaagbrug nabij 't Eiland wordt in 2017-2018 vervangen door een zogeheten integraalbrug uit gewapend beton.
- Neeroeteren beschikt over een rioolwaterzuiveringsinstallatie aan de Kinrooierdijk.
- Neeroeteren beschikt over een recyclagepark van Limburg.net.

## Monumenten en bezienswaardigheden

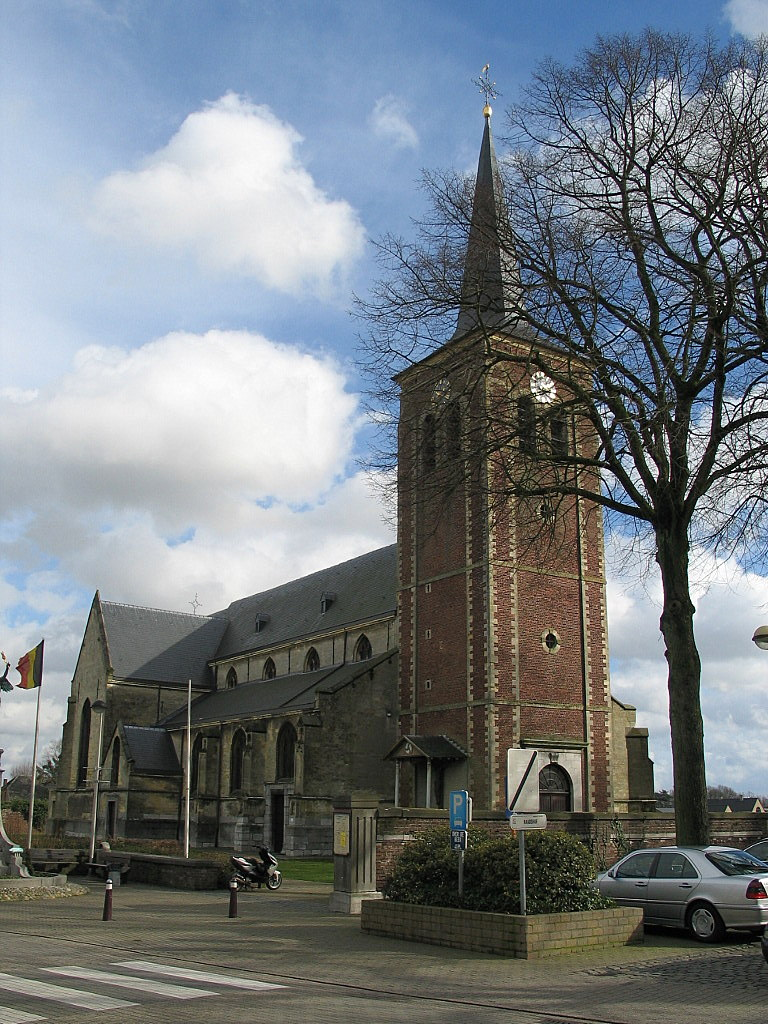
De Sint-Lambertuskerk (16e eeuw)

- De Sint-Lambertuskerk, in het centrum van Neeroeteren, dateert van de 16e eeuw. In de kerk bevinden zich heiligenbeelden die toegeschreven worden aan de Meester van Elsloo [1] en Jan van Steffeswert.
- De pastorie met 18e-eeuwse westgevel, naast de kerk.
- Herdenkingssteen in beton, aan het oostelijke jaagpad van de Zuid-Willemsvaart, ter hoogte van de duiker via dewelke de Witbeek onder de Zuid-Willemsvaart door stroomt. De steen toont een koperen plaat met gravure ter ere van de burger Raoul Nahon van Herstal, die in WO I (in 1915) in de duiker door de Duitse soldaten doodgeschoten werd. Onderschrift: Ligue National du Souvenir[2]. Door die duiker van de Witbeek onder het kanaal ontsnapten tijdens de Eerste Wereldoorlog meer dan 2000 mensen aan de Duitsers[3].
- Educatief reservaat Dorperveldpoel aan de Zandbergerstraat
- De Volmolen een watermolen op de Oeterbeek te Opoeteren, op de grens met Neeroeteren
- De Leverenmolen, een watermolen op de Oeterbeek
- De Klaaskensmolen, een watermolen op de Oeterbeek, de enige nog werkende zaagmolen op waterkracht in België
- De Neermolen, een watermolen op de Oeterbeek
- De Langerenmolen, een watermolen op de Oeterbeek
- Mariapark met Lourdesgrot, kapel en Calvarieberg aan de Grotlaan
- Delen van gemeenteoverschrijdende wandelroutes, zoals die van het grenspark Kempen-Broek, deel van het regionaal landschap Kempen en Maasland

## Natuur en landschap
Neeroeteren wordt van noord naar zuid doorsneden door het kanaal de Zuid-Willemsvaart. Op het ogenblik dat het kanaal in de jaren 30 van de twintigste eeuw werd rechtgetrokken, ontstonden er twee eilanden. Het noordelijke is heden geen eiland meer, doordat de oude kanaalsectie deels gedempt is. Op die plaats ligt heden industrieterrein 'Hooggeystersveld'.
Het zuidelijke is heden een recreatiedomein dat bekendstaat als 'Het Eiland'.
De beken van Neeroeteren zijn de Witbeek enerzijds en de Bosbeek of Oeter anderzijds. Deze stromen alle in oostelijke richting, naar de Maas.
Neeroeteren ligt aan de rand van het Kempens Plateau. Dat wordt begrensd door ruim twintig meter hoge steilrand. Op deze plaats zijn heiderestanten en vooral veel naaldbossen te vinden. Bij het ochtendgloren of bij avondschemering duikt hier Zoef de Haas weleens op. Vroeger heeft onderaan de steilrand grindwinning plaatsgevonden. De door grindwinning ontstane plassen en de daaraanvolgende wijzigende flora hebben ertoe geleid dat hier andere fauna ontstaan is. De plassen en de omliggende gronden vormen heden een vogelkijkgebied. De rode dopheide, die jarenlang een kenmerkende heidesoort op en nabij de steilrand was, krijgt sinds 2016 weer de kans op te leven.
In Neeroeteren bevindt zich ook een wetering, watering, in de betekenis: gegraven water, breder dan een sloot, dienend voor het afvoeren van overtollig polderwater. In het ruimtelijk structuurplan van de provincie Limburg uit 2012 wordt de overweging gemaakt dat, uitgaande van deze watering (of Watering), richting Stramprooierbroek, een ketting van bossen kan worden ontwaard, met Jagersborg als belangrijkste stapsteen.
In het gehucht Berg bevindt zich een manege. Meer in de richting van het centrum van het dorp bevindt zich nog een andere manege in een dal.
Nog iets zuidelijker, globaal gezegd in het zuidwesten van Neeroeteren, bevindt zich het natuurgebied Bergerven. De top van de centrale Comiteitsberg bevindt zich op 78 m boven de zeespiegel. De top is een vertrekpunt van verschillende wandelroutes. Verderop, al in Opoeteren, bevindt zich nog een andere berg, namelijk Wouterbos. Op deze berg concentreert zich enige bewoning. Nog bij de Comiteitsberg, was er vroeger ook een vakantiecentrum, met een camping en een aantal bungalows. Het vakantiecentrum en het bijbehorende domein staan al sinds 2012 te koop. Pogingen tot openbare verkoop liepen al herhaaldelijk op niets uit. De toekomstige bestemming van het domein is vandaag onbekend. De bungalows en de andere gebouwen op het terrein blijven blootgesteld aan verkrotting en veroudering. Er zijn ook asbesthoudende materialen op het terrein te vinden, met name in de dakbedekking van een groot centraal gebouw dat vroeger als restaurant-ontmoetingsplaats fungeerde.
In het Maasdal liggen een aantal andere, vochtige, natuurgebieden, zoals Tösch-Langeren en Jagersborg, die beide op het grensgebied van de deelgemeenten Neeroeteren en Maaseik liggen. In Jagersborg, een oud bos waar het in dood hout krioelt van het insectenleven, stelt Agentschap Natuur en Bos de insectensoort met de naam 'het vliegend hert' als kenmerkende soort voor.
De genoemde lagere gebieden worden gekenmerkt door weiland en akkers. Geassocieerde termen: de Brand, de Bosbeekvallei. Jagersborg is ook een vogelrichtlijngebied.
In de atlas der relicten wordt de communautaire akker Neeroeteren vermeld als gaaf landschap no. 78.

## Sport en recreatie
- Lange tijd stond Neeroeteren bekend om zijn plaatselijke voetbalclub Koninklijke Neeroeteren FC (KNFC). De club werd driemaal na elkaar kampioen: in 1987, '88 en '89. De club steeg zo eensklaps van de derde provinciale reeks naar de vierde nationale. Drie jaar lang was KNFC ongeslagen in eigen huis. Later viel de club terug tot in de provinciale reeksen. In 2005 werd er een fusie aangegaan met Koninklijke Maaseik FC onder de naam Real Neeroeteren-Maaseik. De competitiewedstrijden worden heden ten dage door een relatief vaste aanhang van enkele honderden toeschouwers gevolgd.
- Aan 't Eiland kan er gekajakt en gewaterskied worden.
- In het noordoosten van Neeroeteren, in Waterloos, is er lange tijd een motorcrosspiste uitgebaat geweest. De piste is na de sluiting niet onderhouden. Gebouwen, transportmiddelen en materiaal voor omheining et cetera werden gewoonweg in de toestand achtergelaten waarin ze na de laatste race verkeerden. Sindsdien - al meerdere decennia - heersen verkrotting en wildgroei.
- Verschillende routes van het mountainbikenetwerk van Sport Vlaanderen lopen door Neeroeteren.
- Het aanbod aan bewegwijzerde wandelroutes in Neeroeteren is zeer ruim te noemen.
- Sinds 'De Levensloop' van 2016 hebben voetgangers en hardlopers de mogelijkheid om zich vanaf het basketbalterrein van De Borg rechtstreeks toegang te verschaffen tot het jaagpad van de Zuid-Willemsvaart via een betonnen brugdekje over de Bosbeek en een trap die in het talud is ingewerkt.
- Het sportcomplex De Borg: voetbalstadion met wedstrijdterrein voor voetbal, hardlooppiste (ondergrond: rood bouwzand) met oefenterrein voor voetbal, basketbalterrein (ondergrond: asfalt), tennisterreinen, skateterrein. Nabij bevinden zich een hondenclub en een visvijver.
- Sporthal De Borg, die in gebruik genomen werd in 2013, met cafetaria 'Den Aftrap'; aan deze sporthal is een openluchttartanpiste van ca. 60 m met verspringbak gebouwd. Bij het cafetaria is ook een kleine speeltuin gebouwd.

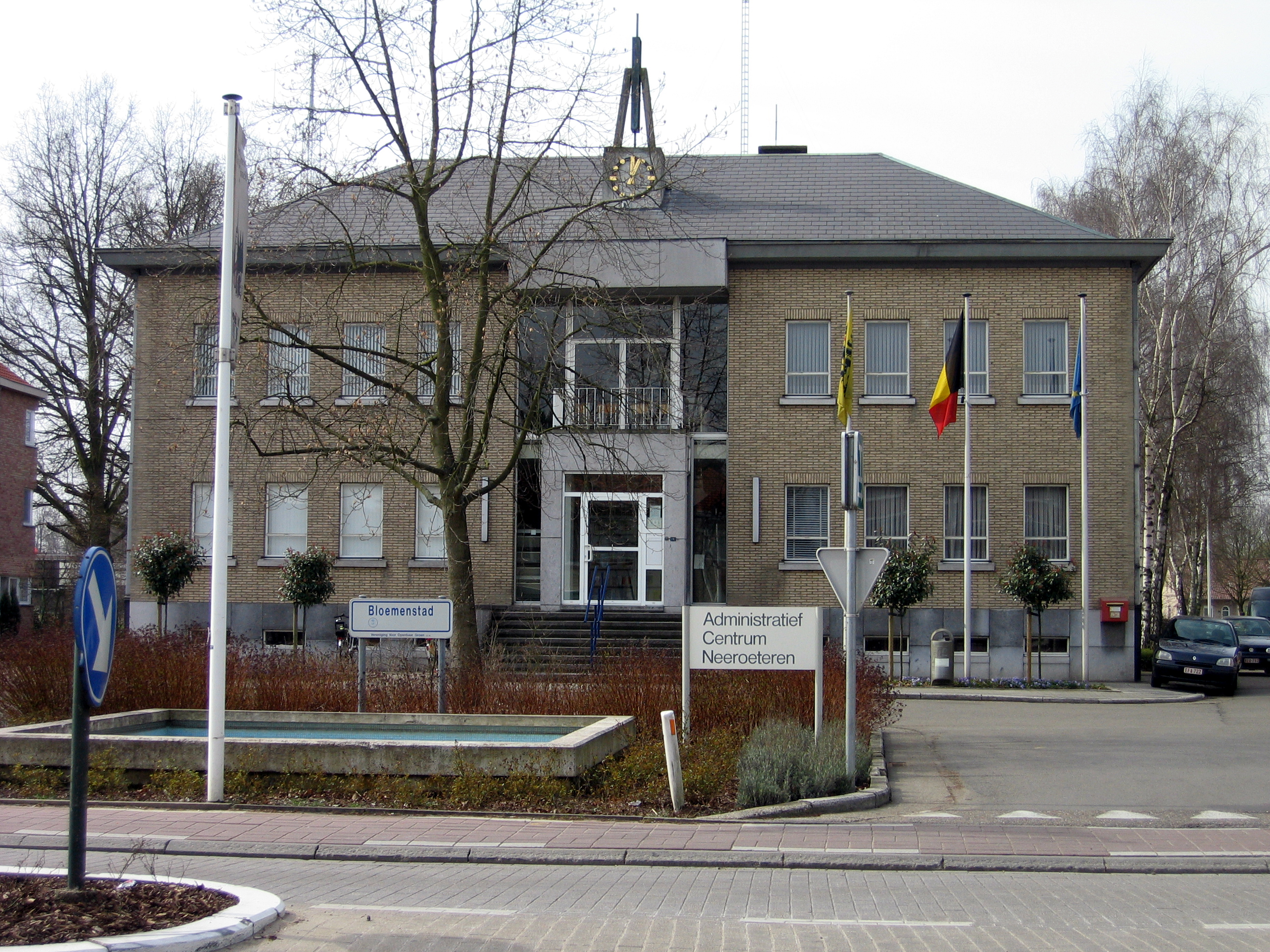
Het gemeentehuis van Neeroeteren
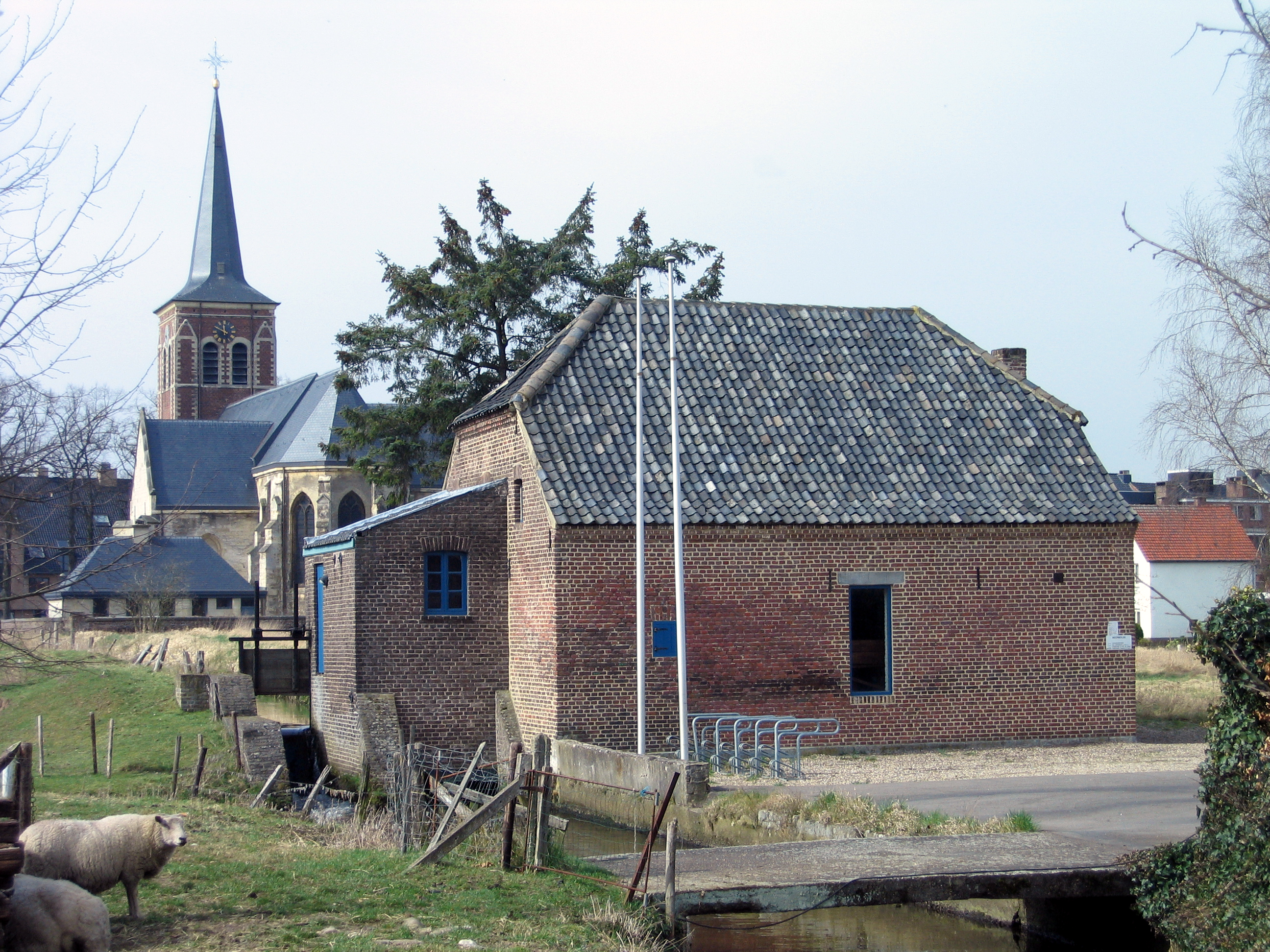
Neermolen te Neeroeteren
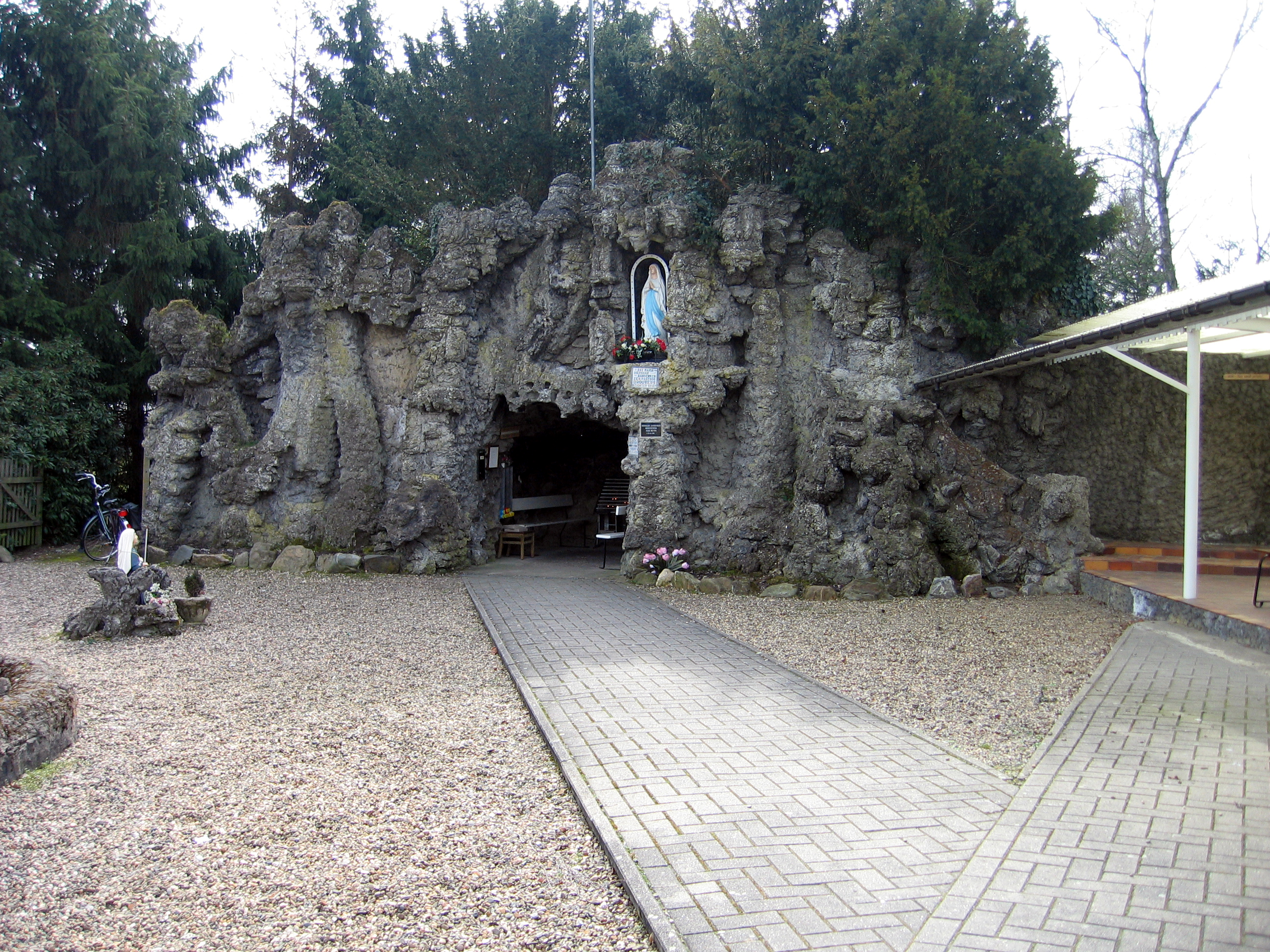
Bedevaartsoord, in Neeroeteren bekend als de grot
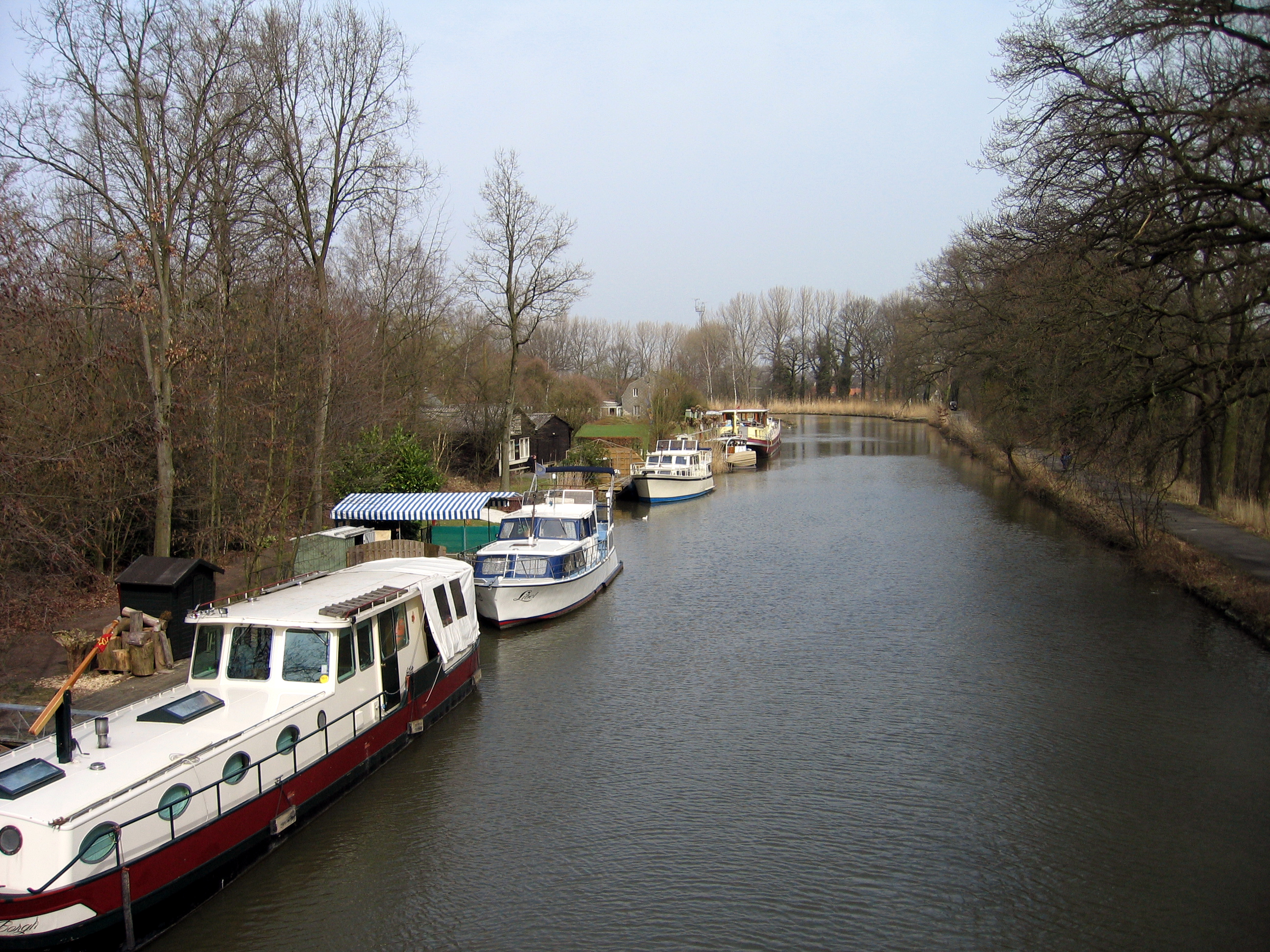
't Eilandje, omgeven door de Zuid-Willemsvaart

## Bekende Neeroeterenaren
- Ben Berden
- Mathieu Billen
- Kris Cuppens
- Harry Everts
- Stefan Everts
- Arnaud Grispen (°Bree, 1956) Belgisch numismaat
- Dick Nanninga
- Kristof Vliegen
- Jan Lambert Wirix (1946-2008) oudkatholiek bisschop

## Rockbands uit Neeroeteren
- Chimaera
- Schmutz
- The Romans

## Jeugdverenigingen in Neeroeteren
- Chiro Neeroeteren
- Jeugdharmonie De Voortgangertjes
- KLJ Voorshoven
- Speelpleinwerking De Speelbeestjes

## Evenementen
In 2018 werd er voor het eerst sinds vele jaren weer een kermis aan het sportstadion De Borg georganiseerd, op de parkeerplaats van het cultureel centrum. Dat was van 15 tot en met 18 juni. 
Jaarlijks worden er ook de Heifiëste georganiseerd. Dit evenement bestaat al sinds 1999 en valt steeds op het weekend rond 15 augustus. 